# Chengnan, Chongqing
Chengnan (kinesiska: 城南) är ett stadsdelsdistrikt i sydvästra Kina. Det ligger i stadsdistriktet Qianjiang i storstadsområdet Chongqing, omkring 210 kilometer öster om det centrala stadsdistriktet Yuzhong. Antalet invånare är 33 844. Befolkningen består av 16 321 kvinnor och 17 523 män. Barn under 15 år utgör 22,0 %, vuxna 15-64 år 71 %, och äldre över 65 år 5,0 %.